# Mystacella adjuncta
Mystacella adjuncta är en tvåvingeart som först beskrevs av Wulp 1890.  Mystacella adjuncta ingår i släktet Mystacella och familjen parasitflugor. Inga underarter finns listade i Catalogue of Life.